# Niphona falaizei
Niphona falaizei es una especie de escarabajo longicornio del género Niphona, tribu Pteropliini, familia Cerambycidae. Fue descrita científicamente por Breuning en 1962.
Se distribuye por China y Laos. Mide 13-22 milímetros de longitud. El período de vuelo ocurre en los meses de enero, mayo, junio, julio, agosto, septiembre, octubre, noviembre y diciembre.